# Gurkovo
Gurkovo (în bulgară Гурково) este un oraș în partea centrală a Bulgariei. Aparține de  Obștina Gurkovo, Regiunea Stara Zagora.

## Demografie
Componența etnică a orașului Gurkovo
     Romi (22,58%)
     Turci (1,26%)
     Bulgari (72,4%)
     Nicio identificare (3,64%)
     Altele (0,1%)
La recensământul din 2011, populația orașului Gurkovo era de 2.772 locuitori. Din punct de vedere etnic, majoritatea locuitorilor (72,4%) erau bulgari, existând și minorități de romi (22,58%) și turci (1,26%). Pentru 3,64% din locuitori nu este cunoscută apartenența etnică.